# Александър Агеев
Александър Михайлович Агеев (1895–1922) е руски военен деец, казашкия предводител, офицер от Бялата гвардия, емигрант в България. Сътрудник на Съветския Червен кръст, основател и редактор на вестник „Новая Россия“. В София работи за съветското правителство и агитира казаците-емигранти да се завърнат в Съветска Русия.
В България Агеев пристига на борда на яхтата Иван Вазов, собственост на БКП. На 3 ноември 1922 г. в София белогвардейци от организацията на Виктор Покровски нанасят над Агеев тежък побой, след който той не се възстановява и умира. Българската полиция открива Покровски в Кюстендил, където той също е убит по време на акцията за ареста му.